# ラヴリィ・ハット・ショップ
『山田パンダ・ソロ・アルバム・ラヴリィ・ハット・ショップ』は、1975年10月10日にリリースされた山田パンダのファースト・アルバム。

## 解説
かぐや姫時代の「僕の胸でおやすみ」のセルフカバーや、「風の街」を収録した、ファースト・ソロ・アルバム。未CD化。

## 収録曲
※作詞・作曲：山田つぐと、編曲：瀬尾一三（特記除く）

### SIDE 1
1. 僕の胸でおやすみ
2. まえぶれ
3. 窓辺
4. まぶしすぎる街
  - 作詞：喜多條忠／作曲：伊勢正三
5. さびしさを置いて
  - 作詞：喜多條忠／作曲：吉田拓郎
6. 風の街
  - 作詞：喜多條忠／作曲：吉田拓郎

### SIDE 2
1. 明日の風
2. 陽だまりの中で
3. 坂道
  - 作曲：大久保一久
4. ラヴリィ・ハット・ショップ
  - 作詞：山田慧津子／作曲：南こうせつ
5. 家路

## 発売履歴
| 発売日         | 規格 | 規格品番 | 備考 |
| -------------- | ---- | -------- | ---- |
| 1975年10月10日 | LP   | GW-4015  |      |